# Шпикування
Шпикування чи нашпиковування — запихування у товщу м'яса інших продуктів перед приготуванням. Назва походить від шпику і первісно означала саме насичення пісного м'яса салом. Для цього великий шматок м'яса проколюється ножем чи спеціальними триграними шпикувальними голками, а потім в ці отвори засовують шпик, зубці часнику, шматочки цибулі, моркви тощо.
Часом шпигуванням називається і обробка птиці-дичини, коли маленька тушка загортається в тонко нарізане сало, а не напихується ним. Однак на відміну від попереднього, це вузькокухарське значення.